# روبل سوفيتي
الروبل السوفيتي (بالروسية: Советский Рубль) وهي العملة الرسمية للاتحاد السوفيتي قبل تفككه، حيث كان 1 روبل سوفييتي يساوي 100 كوبكاتن كانت هذه العملة قابلة للتبادل التجاري وخصوصاً مع دول منظمة التعاون الاقتصادي، صممت هذه العملة من قبل إيفان دوباسوف، بدأ التداول بها في سنة 1918 بعد نهاية الثورة الروسية (1917)، في بداية مقارنتها مع الدولار الأمريكي كان الدولار هو الأكثر وثم بدء بالنقصان، لكن بعد تولي نيكيتا خروتشوف الحكم وبدء سياسته المتفتحة مع دول العالم صعد الروبل السوفيتي مقارنةً مع الدولار الأمريكي وقد استمر في الصعود إلى تفكك الاتحاد السوفيتي واستبداله بالروبل الروسي في سنة 1992.

## تاريخ العملة
كان الروبل عملة متداولة رسميا في الإمارات الروسية المتعددة، وإمارة موسكو الكبرى من القرن الثالث عشر حتى القرن الخامس عشر، ثم في موسكوبيا (القرن السادس عشر إلى القرن السابع عشر)، والامبراطورية الروسية في القرنان الثامن عشر والتاسع عشر ومطلع القرن العشرين، والاتحاد السوفيتي ٬القرن العشرين، وأخيرا في روسيا الاتحادية.
تعود تسمية الروبل إلى القرن الثالث عشر ومدينة نوفغورود في شمال غرب روسيا. وتقول بعض المصادر ان اهالي نوفغورود اطلقوا عليه هذه التسمية اشتقاقا عن الفعل الروسي «روبيت» أي «قطع». فكانت الروبلات قطعا من الفضة نتجت عن قطع سبيكة نقدية فضية آنذاك اسمها «غريفنا». ويقال ان السبيكة الفضية كات تقطع إلى 4 اقسام أو قسمين أطلق عليها تسمية «روبل» أي «مقطوع». يذكر الروبل لأول مرة في اواخر القرن الثالث عشر في مدونات الاسفار التاريخية التي تم العثور عليها في مدينة نوفغورود. كان الروبل حينذاك عبارة عن سبيكة فضية طولها 20 سنتيمترا وتزن 200 غرام. وكان الرحالة العربي ابن بطوطة يصف الروبل بانه يعادل 5 اواق عربية أو 60 درهما. وبدأ سك الروبلات الفضية في القرن الخامس عشر إلى جانب عملة الـ«دينغا». وكان الروبل الواحد يضم 100 دينغا. وفي القرن السادس عشر ضم الروبل 100 كوبيكا او200 دينغا. وبدأ السك المنتظم 100 روبل في عهد الاباطرة للروبل الفضي منذ عام 1704 حين كان يزن 28 غراما. في الفترة ما بين عام 1769 وعام 1849 كانت تتداول إلى جانب القطع النقدية «الروبل» اوراق مالية أطلق عليها روبل أيضا.
صدر عام 1897 الروبل الذهبي الذي كان يعادل 0.774235 غرام من الذهب. وجرت العادة ان ترسم صور الاباطرة الروس على الاوراق المالية الروسية. وكانت الورقة المالية بقيمة 25 روبلا تحمل صورة الإمبراطور ألكسندر الثالث، والورقة بقيمة 50 روبلا رسمت عليها صورة الإمبراطور نيكولاي الأول، وبقيمة 100 روبل رسمت عليها صورة الامبراطورة كاثرين العظيمة، وبقيمة 500 روبل.
في عام 1919 صدر أول روبل سوفيتي.

## إصدارات الروبل السوفيتي
الإصدار الأول (تاريخ 1919):
أُصدر بعد الثورة الروسية عام 1917 وفئاته هي:
1-2-3-10-15-25-50-60-100-250-500-1,000 - 5,000 - 10,000 - 25,000 – 50,000 – 100,000 روبل.
الإصدار الثاني (من 1 يناير 1922 حتى 31 ديسمبر 1922):
خُفضت قيمة العملة ليصبح 1 روبل جديد = 10,000 روبل قديم.
الإصدار الثالث (من 1 يناير 1923 حتى 6 مارس 1924):
خُفضت قيمة العملة للمرة الثانية ليصبح 1 روبل = 100 روبل وأصدرت عملات ورقية باسم الاتحاد السوفيتي لأول مرة.
الإصدار الرابع (من 7 مارس 1924 حتي 1947):
خُفّضت قيمة العملة للمرة الثالثة ليصبح 1 روبل ذهبي = 50,000 روبل من الإصدار الثالث وأُعيد إصدار العملات المعدنية مرة أخرى بعد وقف إصدارها في 1 يناير 1923، كانت العملات الورقية لفئات تبدأ من 10روبل.
الإصدار الخامس (1947 – 1961):
بعد انتهاء الحرب العالمية الثانية خُفضت قيمة العملة للمرة الرابعة ليصبح 1 روبل = 10 روبل وذلك بطباعة القيمة الجديدة علي الروبل من الإصدار الرابع مع احتفاظ العملات المعدنية بقيمتها وذلك طبقا لتوجيهات الحكومة السوفيتية لتقليل حجم الأموال المتداولة بدول الاتحاد.
الإصدار السادس (1961 – 1991):
طبقا لما تم في عام 1947 عُدّلت قيمة الروبل السوفيتي مع طباعة عملة جديدة عام 1961 مرتبطة بالجنيه الإسترليني وكانت قيمة 1 روبل سوفيتي = 0.87412 جرام من الذهب ولم يكون تحويل الروبل إلى الذهب متاحًا لأفراد الشعب السوفيتي وفُك ارتباط العملة بعد انهيار الاتحاد السوفيتي عام 1991
فئات الروبل السوفيتي.
|  |  | 1 روبل    |
|  |  | 3 روبل    |
|  |  | 5 روبل    |
|  |  | 10 روبل   |
|  |  | 50 روبل   |
|  |  | 100 روبل  |
|  |  | 200 روبل  |
|  |  | 500 روبل  |
|  |  | 1000 روبل |